# 내촌 나들목 (홍천)
내촌 나들목(Naechon IC)은 강원특별자치도 홍천군 내촌면 물걸리에 설치된 서울양양고속도로의 10번 교차로이다.

## 역사
- 2008년 8월 26일 : 나들목 신설을 위해 홍천군 도시계획시설 교통광장에 내촌면 물걸리 일원을 내촌 나들목으로 고시[1]
- 2017년 6월 30일 : 서울양양고속도로 동홍천 ~ 양양 구간 개통과 함께 통행 개시[2]

## 구조물 정보
- 위치 : 강원특별자치도 홍천군 내촌면 물걸리
- 영업소 : 강원특별자치도 홍천군 내촌면 장수원로 630-21

## 접속하는 도로
- 지방도 제408호선 (장수원로)

## 교통량 정보
| 요금소        | 통행량 (대/일) | 통행량 (대/일) | 통행량 (대/일) | 각주  |
| 요금소        | 2017년         | 2018년         | 2019년         | 각주  |
| ------------- | -------------- | -------------- | -------------- | ----- |
| 내촌 (폐쇄식) | 1,013          | 848            | 851            | [ 3 ] |